# Cupola quadrata
In geometria, la cupola quadrata è un solido di 10 facce appartenente alla famiglia delle cupole.

## Caratteristiche
Come altre cupole, anche la cupola quadrata è un prismatoide; essa è in particolare costituita da un quadrato e un ottagono posti su piani paralleli congiunti da quattro triangoli e quattro rettangoli alternati.
Nel caso in cui i poligoni che ne costituiscono le facce laterali siano triangoli equilateri e quadrati, allora la cupola quadrata diventa uno dei 92 solidi di Johnson, in particolare quello indicato come J4, ossia un poliedro strettamente convesso avente come facce dei poligoni regolari ma comunque non appartenente alla famiglia dei poliedri uniformi.

## Formule
Considerando una cupola quadrata avente come facce dei poligoni regolari aventi lato di lunghezza {\displaystyle a}, le formule per il calcolo del volume {\displaystyle V}, della superficie {\displaystyle A}, dell'altezza {\displaystyle h} e del circumraggio {\displaystyle C} risultano essere:
{\displaystyle V=\left(1+{\frac {2{\sqrt {2}}}{3}}\right)a^{3}\approx 1,94281a^{3};}
{\displaystyle A=(7+2{\sqrt {2}}+{\sqrt {3}})a^{2}\approx 11,56048a^{2};}
{\displaystyle h={\frac {\sqrt {2}}{2}}a\approx 0,70711a;}
{\displaystyle C={\frac {a}{2}}{\sqrt {5+2{\sqrt {2}}}}\approx 1,39897a.}

## Poliedro duale
Il poliedro duale della cupola quadrata è un poliedro avente 8 facce triangolari e 4 facce a forma di aquilone.
| Poliedro duale | Sviluppo piano del duale | Modello 3D |
| -------------- | ------------------------ | ---------- |
|                |                          |            |

## Poliedri e tassellature dello spazio correlati

### Cupola quadrata incrociata
La cupola quadrata incrociata è uno dei solidi di Johnson non convessi e isomorfi, essendo essa topologicamente identica a una cupola quadra convessa. Tale poliedro può essere ottenuto fetta di un grande rombicubottaedro non convesso, allo stesso modo in cui la cupola quadrata può essere ottenuta come fetta di un rombicubottaedro. Come nelle altre cupole, anche in questo caso il poligono di base maggiore, in questo caso un ottagramma e non un ottagono, ha il doppio dei lati dell'altro poligono di base, che resta sempre un quadrato.
La cupola quadrata incrociata può essere vista come una cupola con una base quadrata retrograda, così che i quadrati e i triangoli che ne costituiscono le facce laterali si connettono tra le due basi in maniera opposta a quanto accade in una cupola quadrata, intersecandosi quindi tra loro.

### Tassellature spaziali
La cupola quadrata è uno dei componenti di diverse tassellature spaziali non uniformi che la vedono associata con: 
- tetraedri;
- cubi e cubottaedri;
- tetraedri, piramidi quadrate e varie combinazioni di cubi, piramidi quadrate elongate e bipiramidi quadrate elongate.[2]

### Altre cupole convesse
La cupola quadrata è uno dei tre solidi non banali facenti parte della famiglia delle cupole aventi come facce solamente poligoni regolari assieme alla cupola triangolare e a quella pentagonale. Come si vede dallo schema sottostante, un prisma triangolare può essere considerato una cupola digonale, mentre la cupola esagonale è una figura piana. Cupole con n maggiore di 6 si possono ottenere solo ammettendo come facce laterali triangoli isosceli e non più equilateri.
| n                           | 2                    | 3                  | 4                  | 5                     | 6                                  |
| Nome                        | {2} \|\| t{2}        | {3} \|\| t{3}      | {4} \|\| t{4}      | {5} \|\| t{5}         | {6} \|\| t{6}                      |
| Codice                      | 2c                   | 3c                 | 4c                 | 5c                    | 6c                                 |
| --------------------------- | -------------------- | ------------------ | ------------------ | --------------------- | ---------------------------------- |
| Cupola                      | Cupola digonale      | Cupola triangolare | Cupola quadrata    | Cupola pentagonale    | Cupola esagonale (Piana)           |
| Poliedri uniformi correlati | Prisma triangolare · | Cubottaedro ·      | Rombicubottaedro · | Rombicosidodecaedro · | Tassellatura · rombitriesagonale · |